# 新构造期
新构造期，字面上来讲，是指距今最近的构造期。按万天丰(2004)的意见，中国的新构造期从78万年前的中更新世开始，持续至今。

## 构造活动
新构造期的构造变形相当微弱，除台湾西部及其附近海域外，几乎没有发生什么褶皱。岩浆活动也仅分布于雷州半岛-海南岛北部、台湾岛、云南腾冲、昆仑山中部和东北的长白山、完达山、小兴安岭等个别地区。这一时期的地震主要发生在中国西部和台湾周边地区，东北、华北地区发生的地震所释放的能量仅占全国的2%，但因为这一带是人口稠密区，所以造成的破坏要比中国西部的地震大得多。

## 地应力特征
新构造期和在它之前的喜马拉雅构造期的最大不同，在于应力作用的主应力方向出现了全新的特征。在喜马拉雅构造期，中国岩石圈的主应力方向总体来说是南北向的，其中中国西部的主应力方向是北北东-南南西走向，中国东部则为北南走向至北北西-南南东走向。到新构造期，主应力方向发生了重大变化，除青藏高原西部和新疆大部仍主要为北北东-南南西走向外，中国北方大部已经变为北东东-南西西走向至东西走向，而中国南方大部则变为北西-南东走向，三者合起来呈现出放射状散布的特点，这种构造应力场是以前的地史上不曾有过的，它说明印度板块向北碰撞造成的影响已经较喜马拉雅期为弱，而西太平洋俯冲带的影响又开始显现出来，二者势均力敌的结果便是这种放射状应力场的形成。

## 对现代地貌的影响
新构造期对现代地貌还未能产生广泛、全面的影响，仅有的影响表现为：
1. 喜马拉雅山脉和青藏高原的继续抬升（但速率已经明显小于喜马拉雅期）；
2. 中国东部一些自西向东流经近南北向的正断层的河流，因这些断层的走滑作用而发生偏转；
3. 东南沿海地区因受到北西-南东向主压应力作用，地面出现一系列的共轭剪切断裂，从而控制了现代水系的网络；
4. 部分沿海地区因地面下降而遭受海侵；
5. 东北部分地区出现火山活动，形成火山地貌。